# Шан (Орн)
Шан (фр. Champs) насеље је и општина у северној Француској у региону Доња Нормандија, у департману Орн која припада префектури Мортањ о Перш.
По подацима из 2011. године у општини је живело 107 становника, а густина насељености је износила 21,79 становника/km². Општина се простире на површини од 4,91 km². Налази се на средњој надморској висини од 169 метара (максималној 275 m, а минималној 190 m).

## Демографија
| 1962. | 1968. | 1975. | 1982. | 1990. | 1999. | 2011. |
| ----- | ----- | ----- | ----- | ----- | ----- | ----- |
| 129   | 150   | 109   | 119   | 115   | 102   | 107   |

График промене броја становника у току последњих година